# Möckeln (Värmland)
 For alternative betydninger, se Möckeln. (Se også artikler, som begynder med Möckeln)
Möckeln er en sø i den østlige del af östra Värmland i Örebro län i Sverige med et areal på 18 km². Søen ligger 89 meter over havet og har udløb til Letälven. Timsälven og Svartälven er to tilløb til søen. Möckelns største dybde er 25 meter. Ved Möckelns nordlige ende ligger byen Karlskoga, og ved sydenden ligger Degerfors.
Möckel eller Möckeln er dannet af det oldnordiske ord mykil, som betyder "stor". 
59°18′30″N 14°33′0″Ø / 59.30833°N 14.55000°Ø